# 莫尼鎮區 (伊利諾伊州威爾縣)
莫尼鎮區（英語：Monee Township）是位於美國伊利諾伊州威爾縣的一個行政鎮區。

## 地方資料
根據2010年美國人口普查的數據，莫尼鎮區的面積為92.90平方千米，當中陸地面積為92.72平方千米，而水域面積為0.18平方千米。當地共有人口9705人，而人口密度為每平方千米104.47人。